# Brasileirinho (choro)
Pour l’article homonyme, voir Brasileirinho.
Brasileirinho est un choro brésilien écrit en 1947 par Waldir Azevedo chanteur et compositeur brésilien.
C'est un des plus grands succès de choro de l'histoire.